# Od Vardara pa do Triglava (Riblja čorba)
Od Vardara pa do Triglava je treći album uživo srpskog rock sastava Riblja čorba. Sve pjesme su snimljene na njihovoj turneji po bivšoj SFR Jugoslaviji 1988. godine. Na albumu, na dva diska nalaze se ukupno 23 pjesme. 

## Popis pjesama

### Prvi disk
1. "Ostani đubre do kraja" - 6:52
2. "Ljuti Rock 'n' Roll" - 4:33
3. "Tu nema Boga, nema pravde" - 3:58
4. "Kad padne noć (Upomoć)" - 6:57
5. "Lud sto posto" - 7:59
6. "Kaži, ko te ljubi dok sam ja na straži" - 4:09
7. "Prošlosti (Nisi bila bogzna šta)" - 6:34
8. "Neke su žene pratile vojnike" - 5:32
9. "Nemoj da ideš mojom ulicom" - 4:56
10. "Južna Afrika '85 (Ja ću da pevam)" - 4:16
11. "Lutka sa naslovne strane" - 4:16

### Drugi disk
1. "Ostaću slobodan" - 2:35
2. "Znam te (Drugoga voli)" - 4:34
3. "Propala noć" - 3:44
4. "Pogledaj dom svoj, anđele" - 4:04
5. "Celu noć te sanjam" - 6:11
6. "Napolju" - 5:28
7. "Oko mene" - 4:09
8. "Amsteradm" - 3:53
9. "Svirao je Dejvid Bovi" - 3:33
10. "Zadnji voz za Čačak" - 3:12
11. "Avionu, slomiću ti krila" - 3:52
12. "Član mafije" - 6:46

## Produkcija
- Bora Đorđević - vokal, harmonika
- Vidoja Božinović - gitara
- Nikola Čuturilo - gitara
- Miša Aleksić - bas-gitara
- Miroslav Milatović - bubnjevi